# 武田流合気之術
武田流合気之術（たけだりゅうあいきのじゅつ）は日本の古武道の一派。現継承者は池田一晶。
流派に伝わる伝説によると武田流合気之術は甲斐の国の国主であった武田家に伝承されて来た武術であり、武田信虎とその息子、信友の長男である勝千代の代に九州に伝播した。後に勝千代は九州黒田家の食客となりその地に伝承を残したと言う。第四十二代・中村吉翁および第四十三代・大庭一翁の代からその存在が確かになったとも言われている。
同じように甲斐の国、武田家家伝の武術を主張している会津藩伝・大東流合気柔術とは全くの別系統の伝承を主張している。
大庭一翁の門下からは武田流中村派合気道を開いた中村久、大和道を開いた佐藤金兵衛らが出ている。